# Phytomyza arnicivora
Phytomyza arnicivora este o specie de muște din genul Phytomyza, familia Agromyzidae, descrisă de Sehgal în anul 1971.
Este endemică în Alberta. Conform Catalogue of Life specia Phytomyza arnicivora nu are subspecii cunoscute.